# Uju Ugoka
Uju Nkiru Ugoka (ur. 24 maja 1993 w Lagos) – nigeryjska koszykarka grająca na pozycjach silnej skrzydłowej oraz środkowej, obecnie zawodniczka Roche Vendee BC.
19 czerwca 2018 została zawodniczką Pszczółki Polski-Cukier AZS-UMCS-u Lublin.

## Osiągnięcia
Stan na 3 kwietnia 2018, na podstawie, o ile nie zaznaczono inaczej.

### College
NJCAA
- Zawodniczka Roku Konferencji (2011, 2012)
- Zajęła miejsce w top 3 podczas głosowania na zawodniczkę roku JUCO (Junior College – 2012)
- Zaliczona do I składu NJCCA All-America (2011, 2012)

NCAA
- Zaliczona do:
  - All-ACC Academic Team (2014)
  - II składu ACC (2014)

Rekordy
- klubu Virginia Tech Hokies w liczbie:
  - double-double (16), uzyskanych w trakcie pojedynczego sezonu (2013/14)
  - celnych rzutów z gry (213), uzyskanych w trakcie pojedynczego sezonu (2013/14)
  - punktów (265) oraz celnych rzutów z gry (105), uzyskanych w trakcie pojedynczego sezonu (2013/14) przeciwy rywalowi z konferencji ACC
  - celnych rzutów z gry (213) oraz zbiórek (277), uzyskanych w trakcie pojedynczego sezonu (2013/14) przez seniorkę

### Drużynowe
- Uczestniczka rozgrywek pucharu Afryki (2009)

### Indywidualne
(* – nagrody przyznane przez portal eurobasket.com)
- MVP miesiąca Basket Ligi Kobiet (grudzień 2017)[5]
- Zaliczona do:
  - I składu:
    - EBLK (2018)[6]
    - najlepszych zawodniczek zagranicznych ligi włoskiej (2016)*

  - II składu ligi włoskiej (2016)*
  - składu Honorable Mention ligi włoskiej (2015)*
- Liderka w zbiórkach:
  - sezonu regularnego EBLK (2018)[7]
  - ligi włoskiej (2016)

### Reprezentacja
- Uczestniczka:
  - kwalifikacji do:
    - igrzysk olimpijskich (2016)
    - mistrzostw Afryki (2015, 2016)

  - mistrzostw Afryki U–18 (2008 – 4. miejsce)